# Maurice Thatcher

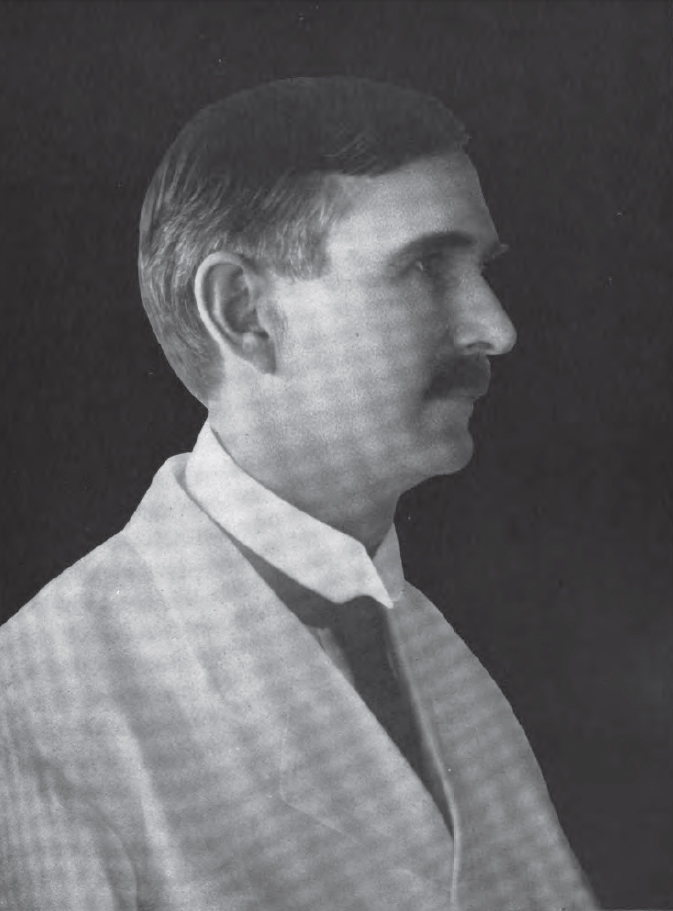
Maurice Thatcher

Maurice Hudson Thatcher (* 15. August 1870 in Chicago, Illinois; † 6. Januar 1973 in Washington, D.C.) war ein US-amerikanischer Politiker. Zwischen 1923 und 1933 vertrat er den Bundesstaat Kentucky im US-Repräsentantenhaus. Außerdem war er von 1910 bis 1913 Gouverneur der Panamakanalzone.

## Werdegang
Bereits im Jahr 1874 zog Maurice Thatcher mit seiner Familie in das Butler County in Kentucky, wo sie sich in der Nähe der Stadt Morgantown niederließen. Dort besuchte er private und öffentliche Schulen. Später arbeitete er in der Landwirtschaft und im Zeitungsgeschäft. Außerdem bekleidete er mehrere lokale Ämter in der Bezirksverwaltung. Im Jahr 1892 wurde er Gerichtsdiener am Bezirksgericht im Butler County. Nach einem Jurastudium und seiner 1898 erfolgten Zulassung als Rechtsanwalt begann er in Frankfort in diesem Beruf zu arbeiten.
Zwischen 1898 und 1900 war Thatcher stellvertretender Attorney General von Kentucky. Im Jahr 1900 zog er nach Louisville. Von 1901 bis 1906 fungierte Thatcher als stellvertretender Bundesstaatsanwalt für das westliche Kentucky. Danach arbeitete er zwischen 1908 und 1910 als State inspector and examiner für die Staatsregierung von Kentucky. Er wurde außerdem Mitglied der Kommission für den Panamakanal. Von 1910 bis 1913 war er Militärgouverneur der Kanalzone. In den folgenden Jahren praktizierte er wieder als Anwalt in Louisville. In den Jahren 1917 bis 1919, während des Ersten Weltkrieges, war er Mitglied der Sicherheitskommission der Stadt Louisville. Danach war er von 1919 bis 1923 als Department Counsel beraterisch für die Staatsregierung von Kentucky tätig.
Thatcher war Mitglied der Republikanischen Partei. Bei den Kongresswahlen des Jahres 1922 wurde er im fünften Wahlbezirk von Kentucky in das US-Repräsentantenhaus in Washington gewählt, wo er am 4. März 1923 die Nachfolge von Charles F. Ogden antrat. Nach vier Wiederwahlen konnte er bis zum 4. März 1933 fünf Legislaturperioden im Kongress absolvieren. Seit 1929 war auch die Arbeit des Kongresses von der Weltwirtschaftskrise geprägt. Kurz vor dem Ende seiner letzten Amtszeit wurde der 20. Verfassungszusatz ratifiziert, durch den der Beginn der Legislaturperioden des Kongresses und der Amtszeiten des Präsidenten von März auf Januar vorverlegt wurde.
Im Jahr 1932 verzichtete Thatcher zu Gunsten einer dann gescheiterten Bewerbung für den US-Senat auf eine weitere Kandidatur für das US-Repräsentantenhaus. Danach arbeitete er wieder als Anwalt. Zwischen 1939 und 1969 war er Vizepräsident und Berater des Gorgas Memorial Institute of Tropical and Preventative Medicine; danach wurde er Ehrenpräsident dieses Institutes. Maurice Thatcher starb am 6. Januar 1973 im Alter von 102 Jahren in Washington. Er wurde in Frankfort, der Hauptstadt von Kentucky, beigesetzt.